# مستشفى مليلية الجامعي
المستشفى الجامعي لمليلية هو مستشفى عام يقع في مليلية ، وهو جزء من المعهد الوطني لإدارة الصحة (INGESA).

## تاريخ

### القرن العشرين
تم بناؤه في عام 1910، في نهاية حرب مليلية مع 20 ثكنة خشبية قابلة للفصل من نوع "دوكر" - ولهذا السبب كان معروفًا لسنوات عديدة باسم "مستشفى دوكر العسكري" -، أربعة منها تستخدم كعيادات والباقي، بسعة 280 سريراً، لمعالجة النقص في المستشفيات الناجم عن تلك الحملة الحربية، بالإضافة إلى المستشفى المركزي ( مستشفى ديل ري )، وألفونسو الثالث عشر، وغوميز جورنادا، ومستشفى السكان الأصليين ، بالإضافة إلى المستشفيات المرتجلة في مسرح ألكانتارا والكازينو العسكري ، في ألماسين دي لاس بينويلاس ، وواحد في ثكنات سان فرناندو ، وواحد في القصبة وواحد بالقرب من فويرتي دي ماريا كريستينا .  في عام 1921، بعد الكارثة السنوية وبسبب نقص المستشفيات مرة أخرى، حيث تم استخدام كلية الإخوة في المدارس المسيحية ، والآن كلية لا سال إل كارمن ومستشفى السكان الأصليين لهذا الغرض، تم استبدال الثكنات الخشبية بثكنات حجرية، والتي تم الحفاظ عليها حتى هدمها في بداية siglo الحادي والعشرون .  
شغل فيدل باجيس ميرافيت منصب رئيس الفريق الجراحي بين عامي 1921 و1923، وكتكريم له كقائد للصحة العسكرية وتعبيرًا عن الامتنان لعمله، تم تسمية المستشفى باسم "باجيس" وتم وضع لوحة في غرفة العمليات بالنص التالي: "هنا أجرى باجيس العمليات الجراحية؛ خدم الوطن، ورفع شأن العلم".  

### القرن الحادي والعشرين
في 29 فبراير 2008، تم إنزال العلم الإسباني للمرة الأخيرة أثناء إغلاقه من أجل بناء مستشفى جامعة مليلية المستقبلي، والذي تم هدم معظم الثكنات الخاصة به.   

## تغطية الرعاية الصحية
يخدم المستشفى الجامعي لمليلية عددًا من السكان يزيد عن 85.000 نسمة، وهو ما يتوافق مع مدينة مليلية المستقلة.  يقع المستشفى في الجزء الشرقي من المدينة.

### الرعاية الأولية
هو المستشفى المخصص لـ 3 مراكز صحية ومكتب واحد للرعاية الأولية .

## مجموعة الخدمات
| - علم الحساسية - الجهاز الهضمي - طب القلب - الغدد الصماء - طب الشيخوخة - أمراض الدم وعلاجها - الطب الباطني - طب الرئة - طب الأعصاب - علم وظائف الأعصاب - علم الأورام - طب الأطفال - طب الروماتيزم - حالات الطوارئ | - الجراحة العامة والجهاز الهضمي - طب الأمراض الجلدية - طب التوليد وأمراض النساء - طب العيون - طب الأنف والأذن والحنجرة - طب الإصابات وجراحة العظام - طب المسالك البولية | - التحليل السريري - التشريح المرضي - التخدير والإنعاش - الكيمياء الحيوية - صيدلية المستشفى - الطب المكثف - الطب الوقائي - الطب المهني - علم الأحياء الدقيقة والطفيليات - الطب النفسي - علم النفس السريري - التشخيص الإشعاعي - فيزياء الأشعة في المستشفيات - إعادة التأهيل |

## طاقم عمل
ويعمل في المركز حوالي 830 متخصصًا.  لديها:
- اختياري 144
- التمريض 241
- الموظفين الآخرين 447

## المرافق والموارد
يقع المستشفى الجامعي بمليلية على قطعة أرض تزيد مساحتها عن 45000 متر مربع ، ويتكون  من مبنى مركزي يحتوي على خدمات طبية وجراحية على طابقين، بالإضافة إلى مباني محيطية أخرى تضم مناطق الاستشفاء والطوارئ والاستشارات الخارجية والإدارة والكافيتريا.
يوجد بالمستشفى  من:
- تم تركيب 265 سرير
- غرف العمليات 6
- العيادات الخارجية 18
- أجهزة التصوير المقطعي المحوسب 1
- التصوير بالرنين المغناطيسي 1

### الوصولات
يمكن الوصول إلى المستشفى الجامعي في مليلية  باستخدام وسائل النقل العام في مليلية باستخدام خطوط الحافلات.